# Marina Ratner
Marina Evseevna Ratner (Moskou, 30 oktober 1938 – El Cerrito, Californië, 7 juli 2017) was een van oorsprong Russische hoogleraar wiskunde aan de Universiteit van Californië in  Berkeley. Zij werkte aan ergodentheorie. Rond 1990 bewees ze een groep belangrijke stellingen over unipotente stromen op homogene ruimten, die bekend werden als de stellingen van Ratner. Ratner werd in 1992 verkozen tot lid van de American Academy of Arts and Sciences. In 1993 werd ze bekroond met de Ostrowski-prijs.

## Biografie
Marina Ratner werd geboren in een Joods gezin in Moskou, in op dat moment de Russische Socialistische Federatieve Sovjetrepubliek. Haar moeder was chemicus en haar vader, Evsej I. Ratner, was plantenfysioloog. Ratners moeder werd in de jaren veertig bij haar werk ontslagen omdat ze een brief aan haar moeder in Israël had geschreven; dat land werd toen beschouwd als een vijand van de Sovjetstaat. Ook haar vader dreigde te worden ontslagen, maar door de dood van Stalin in 1953 gebeurde dat niet. Net als haar ouders leed Ratner onder het antisemitisme.
Ratner studeerde van 1956 tot 1961 wis- en natuurkunde aan de Staatsuniversiteit van Moskou. Deze universiteit was in 1956 opengesteld voor Joodse studenten. Door Andrej Kolmogorov en zijn groep kreeg zij belangstelling voor kansrekening. Na haar afstuderen werkte ze vier jaar in de groep toegepaste statistiek onder leiding van Kolmogorov. Hierna keerde ze terug naar de Staatsuniversiteit van Moskou voor een promotieonderzoek bij Yakov G. Sinai, die ook gestudeerd had bij Kolmogorov. In 1969 voltooide ze haar proefschrift. Ze werd vervolgens aangesteld aan de Technische Engineering School in Moskou, maar werd daar in 1970 ontslagen nadat ze een aanvraag voor emigratie naar Israël had ingediend.
In 1971 emigreerde ze naar Israël en werd daar docent aan de Hebreeuwse Universiteit in Jeruzalem. Ze deed dat werk tot 1975. In dat jaar emigreerde ze naar de Verenigde Staten waar ze ging werken bij Berkeley. In 1982 werd ze daar hoogleraar. Ook na haar pensioen bleef ze docent tot het voorjaar van 2017.
Ratner werkte aan ergodentheorie, een theorie op het gebied van statistiek en waarschijnlijkheidsleer die ontstond uit de thermodynamica en statistische fysica.
Haar werk omvatte bewijzen van vermoedens over unipotente stromen op quotiënten van Lie-groepen. Voor onder andere dit werk won ze in 1994 de John J. Carty Award for the Advancement of Science. Ze was in 1994 de derde vrouwelijke plenaire spreker op het International Congress of Mathematicians. Haar voorgangers in dat opzicht waren Emmy Noether (1932) en Karen Uhlenbeck (1990).

## Privé
Ratner trouwde tijdens haar studie met A. Samoilov en kreeg een dochter. Het huwelijk hield niet lang stand. Bij haar emigratie naar Israël nam Ratner haar dochter met zich mee. Ook haar ouders emigreerden toen naar Israël. Haar zus Judith Ratner Bialy kreeg in 1987, onder Gorbatsjov, toestemming de Sovjet-Unie te verlaten om naar Israël te emigreren.

## Geselecteerde publicaties
- Ratner, Marina (1990). Strict measure rigidity for unipotent subgroups of solvable groups. Inventiones Mathematicae 101 (1): 449–482. ISSN: 0020-9910. DOI: 10.1007/BF01231511.
- Ratner, Marina (1990). On measure rigidity of unipotent subgroups of semisimple groups. Acta Mathematica 165: 229–309. ISSN: 0001-5962. DOI: 10.1007/BF02391906.
- Ratner, Marina (1995). Proceedings of the International Congress of Mathematicians. DOI:10.1007/978-3-0348-9078-6_13, "Interactions Between Ergodic Theory, Lie Groups, and Number Theory", 157–182. ISBN 978-3-0348-9897-3.